# Newport Harbor: The Real Orange County
Newport Harbor:The Real Orange County é um reality show da MTV que traz a história de um grupo de adolescentes que vivem em Newport Beach, Califórnia, relatando a descoberta de novos amores, as rivalidades e decepções amorosas. Estreou em 13 de agosto de 2007 terminou em 2 de janeiro de 2008 na 2ª temporada.